# Filippo Bottino
 Filippo Emanuele Bottino (né le 9 décembre 1888 à Gênes, mort le 18 octobre 1969 à Sestri Ponente) est un haltérophile italien, champion olympique à Anvers en 1920.